# 8814 Rosseven
8814 Rosseven è un asteroide della fascia principale. Scoperto nel 1983, presenta un'orbita caratterizzata da un semiasse maggiore pari a 3,1781728 UA e da un'eccentricità di 0,1632478, inclinata di 4,84083° rispetto all'eclittica.